# ادامه بده… تا بالای خیبر
ادامه بده تا بالای خیبر (انگلیسی: Carry On... Up the Khyber) فیلمی در ژانر کمدی به کارگردانی جرالد توماس است که در سال ۱۹۶۸ منتشر شد. از بازیگران آن می‌توان به سید جیمز، کنت ویلیامز، چارلز هوتری، جوآن سیمز و تری اسکات اشاره کرد. این فیلم شانزدهمین قسمت از سری فیلم‌های ادامه بده است.